# Федоро-Шулічине

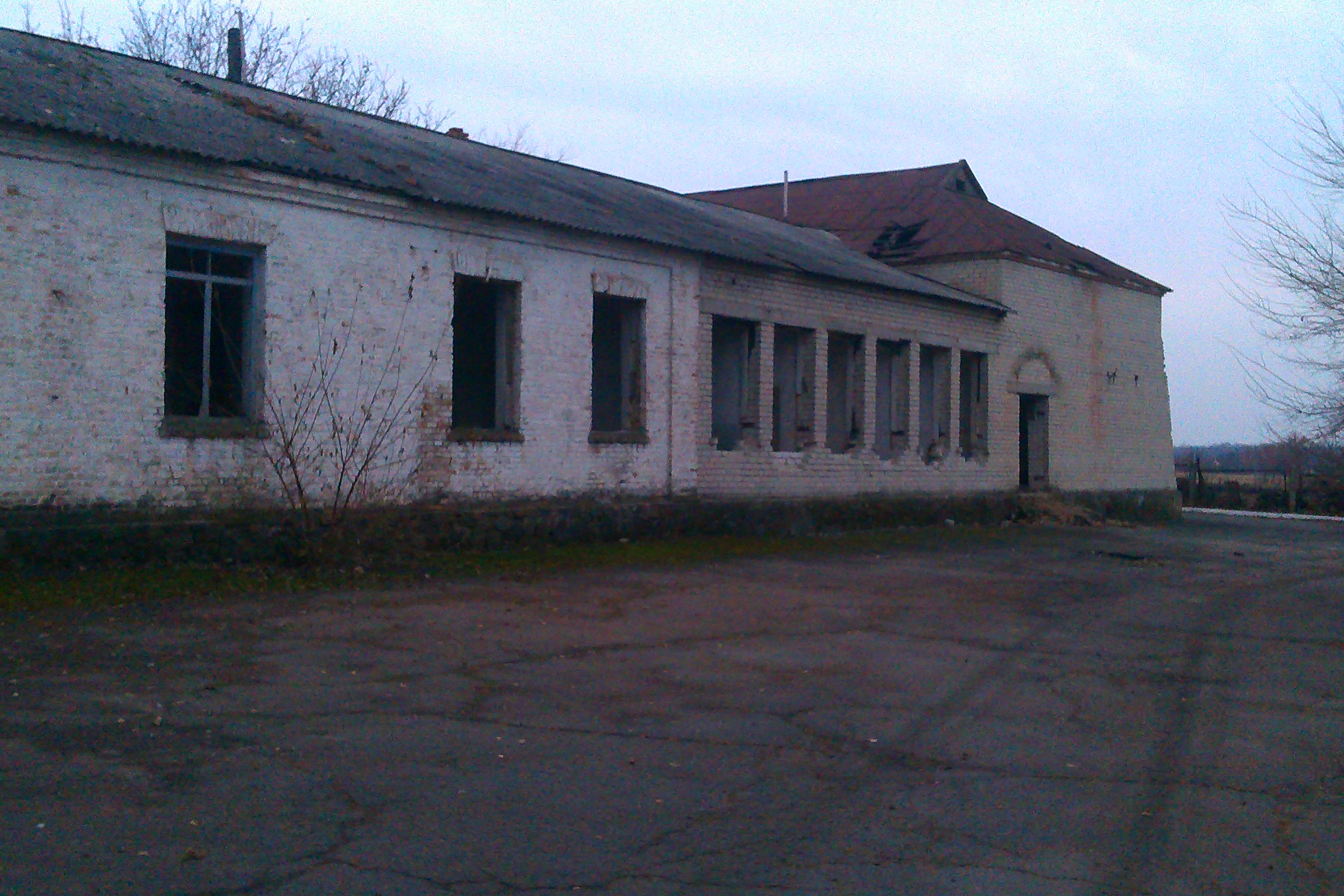

Федоро-Шулі́чине — село в Україні, у Долинській міській громаді Кропивницького району Кіровоградської області. Населення становить 274 осіб.

## Історія

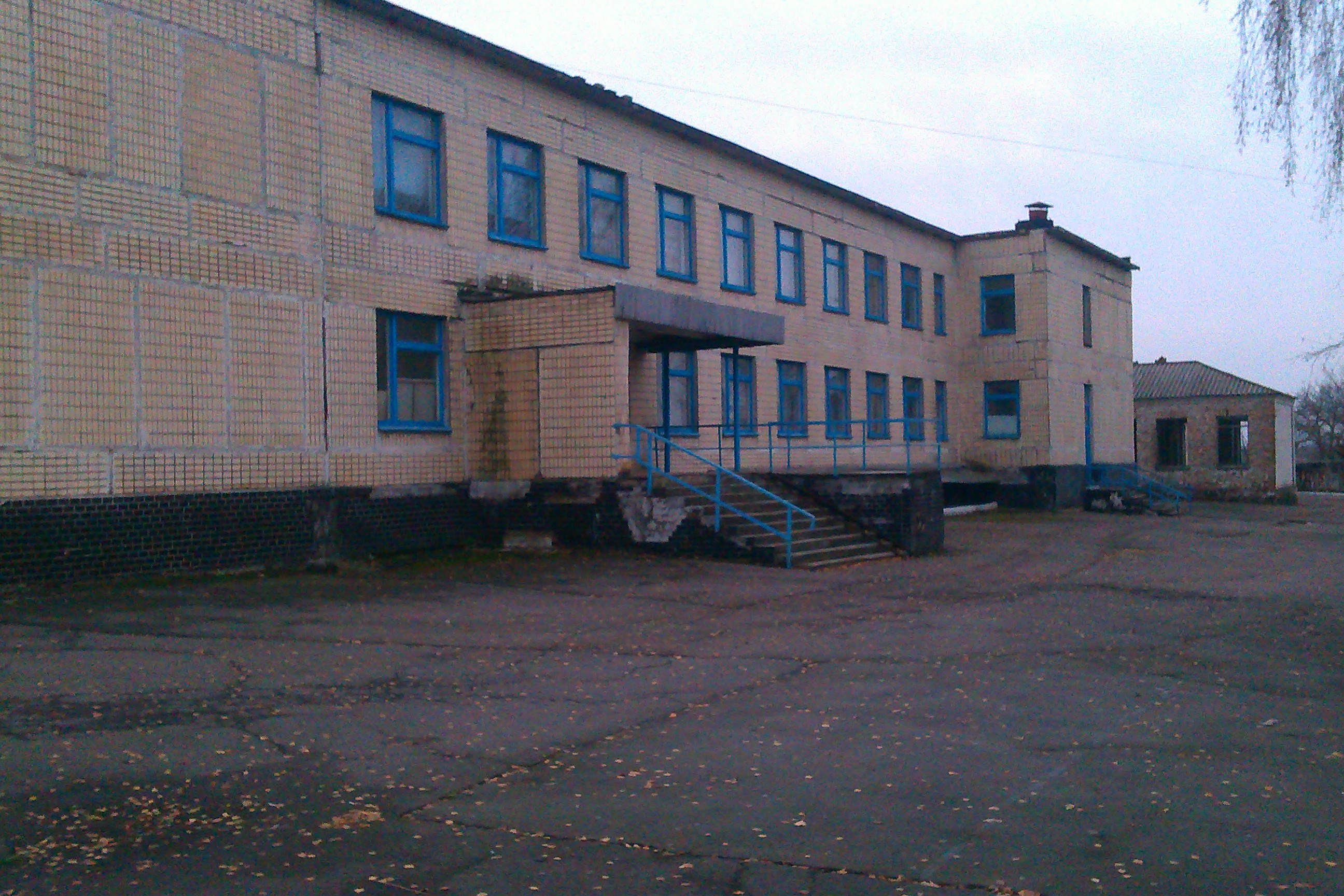

Станом на 1886 рік у селі Федорівка при балці Шуличій Братолюбівської волості Олександрійського повіту Херсонської губернії, мешкало 221 особа, налічувалось 41 дворове господарство, існувала школа. В 1912 році, в селі Федоро-Шулічине, була збудована нова школа.
Під час ІІ світової війни в школі розміщувався штаб фашистів. У 1951 році сюди було виселено 8 сімей з села Довге-Калуське.
В 1986 році в Федоро-Шулічине був збудований дитячий садок. В 1989 році був збудований новий корпус школи.

## Населення
Згідно з переписом УРСР 1989 року чисельність наявного населення села становила 320 осіб, з яких 135 чоловіків та 185 жінок.
За переписом населення України 2001 року в селі мешкали 274 особи.

### Мова
Розподіл населення за рідною мовою за даними перепису 2001 року:
| Мова       | Відсоток |
| ---------- | -------- |
| українська | 94,53 %  |
| молдовська | 3,28 %   |
| російська  | 1,82 %   |
| білоруська | 0,36 %   |

## Відомі люди
- Калкатін Дмитро Єлисейович (*01(13).11.1883 — †?) — ветеринарний лікар, працював у земстві. Від 1920 — перший завідувач кафедри патології та терапії пошес. хвороб з епізоотологією, декан ветеринарного ф-ту Київського зооветеренарного ін-ту. Фахівець у галузях вет. медицини, мікробіології, епізоотології та імунології. 1931 заарештований за звинуваченням у приналежності до контррев. орг-ції ветеринарів і бактеріологів засланий у Сибір. Подольша доля невідома.